# Paul Geoffrey
Paul John Geoffrey (* 12. Februar 1955 in Surrey, England; † 3. Juni 2023 in Santa Fe, New Mexico, USA) war ein britisch-US-amerikanischer Schauspieler in Film und Fernsehen. Seine Filmkarriere umfasste mehr als 40 Auftritte in internationalen Kinofilmen und Fernsehserien, darunter Rollen in Excalibur, Greystoke – Die Legende von Tarzan, Herr der Affen und Stürmische Leidenschaft.

## Leben und Karriere
Paul Geoffrey wurde 1955 in Surrey in England geboren. Sein Fernsehdebüt gab er 1977 in David Cunliffes Fernsehdrama Spaghetti Two-Step in der männlichen Hauptrolle. Seine erste große Kinorolle spielte er einige Jahre später in John Boormans Ritterepos Excalibur in der Rolle des Parzifal an der Seite von Nigel Terry, Helen Mirren und Nicholas Clay. In den darauffolgenden Jahren sah man ihn unter anderem in Filmen wie dem 1984 gedrehten Abenteuerfilm Greystoke – Die Legende von Tarzan, Herr der Affen unter der Regie von Hugh Hudson, 1985 in Ken McMullens Filmdrama Zina neben Ian McKellen, Domiziana Giordano und Philip Madoc, 1989 in einer kleinen Rolle unter der Regie von Paul Greengrass in dem Kriegsdrama Resurrected in der Besetzung Tom Bell, Rita Tushingham und David Thewlis. 1992 spielte er in der Literaturverfilmung Stürmische Leidenschaft mit Juliette Binoche und Ralph Fiennes und 1999 in John McTiernans Gaunerkomödie Die Thomas Crown Affäre mit Pierce Brosnan in der Hauptrolle.
Zu Beginn der 1990er Jahre siedelte Geoffrey von England nach New Mexico über, wo er im Hauptberuf als Immobilienmakler arbeitete. Dort starb er am 3. Juni 2023 im Alter von 68 Jahren an der Folgen einer Krebs-Erkrankung in seiner Wahlheimatstadt Santa Fe.

## Filmografie (Auswahl)

### Kino
- 1980: At the Fountainhead (of German Strength)
- 1981: Excalibur
- 1983: A Flame to the Phoenix
- 1984: Greystoke – Die Legende von Tarzan, Herr der Affen (Greystoke: The Legend of Tarzan, Lord of the Apes)
- 1985: Zina
- 1992: Stürmische Leidenschaft (Emily Brontë’s Wuthering Heights)
- 1999: Die Thomas Crown Affäre (The Thomas Crown Affair )
- 2012: Spells

### Fernsehen
- 1977: Spaghetti Two-Step (Fernsehfilm)
- 1978: A Traveller in Time (Fernsehminiserie, 1 Episode)
- 1979: Heartland (Fernsehserie, 1 Episode)
- 1979: Jackanory Playhouse (Fernsehserie, 1 Episode)
- 1981: If Winter Comes (Fernsehfilm)
- 1983: Spyship (Fernsehserie, 5 Episoden)
- 1984: The Jewel in the Crown (Fernsehminiserie, 1 Episode)
- 1985: The Man from Moscow (Fernsehserie, 3 Episoden)
- 1985: Anna Karenina (Fernsehfilm)
- 1986: Robin Hood (Fernsehserie, 1 Episode)
- 1986: Maggie (Fernsehfilm)
- 1987: Casanova (Fernsehfilm)
- 1987: Hold the Dream (Fernsehserie, 1 Episode)
- 1987: Florence ou La vie de château (Fernsehserie, 1 Episode)
- 1987: Napoleon and Josephine: A Love Story (Fernsehminiserie, 3 Episoden)
- 1988: Inspektor Morse, Mordkommission Oxford (Fernsehserie, 1 Episode)
- 1989–1990: The Manageress (Fernsehserie, 12 Episoden)
- 1990: Agatha Christie’s Poirot (Fernsehserie, 1 Episode)
- 1990: Birds of a Feather (Fernsehserie, 1 Episode)
- 1990: The Paradise Club (Fernsehserie, 1 Episode)
- 1991: Some Other Spring (Fernsehfilm)
- 1991: Casualty (Fernsehserie, 1 Episode)
- 1992: The Good Guys (Fernsehserie, 1 Episode)
- 1992: Love Hurts (Fernsehserie, 1 Episode)
- 1992: An Ungentlemanly Act (Fernsehfilm)
- 1994: Acapulco H.E.A.T. (Fernsehserie, 1 Episode)
- 1998: The Staircase (Fernsehfilm)
- 2015: Better Call Saul (Fernsehserie, 1 Episode)
- 2017: Get Shorty (Fernsehserie, 1 Episode)
- 2019: Perpetual Grace, LTD (Fernsehserie, 1 Episode)